# Tommy Schwarzkopf
Tommy Schwarzkopf (Quito, 20 de abril de 1954) es un arquitecto ecuatoriano, parte de la "ola de arquitectos checos" que moderniza el paisaje arquitectónico de Quito. Dirige la firma de arquitectura quiteña Uribe Schwarzkopf. Es conocido por introducir líneas modernas y edificios de altura a Quito en obras como la Torre Urban Plaza (2008), el Conjunto Parque Real (2001-2012), Cosmopolitan Parc (2015), y Metropolitan (2015).

## Biografía
Schwarzkopf es hijo de inmigrantes checos que arribaron a Ecuador en 1939 producto de la Segunda Guerra Mundial. Asistió al Colegio Americano de Quito, introduciéndose a la construcción en la adolescencia, trabajando a tiempo parcial en ampliaciones y remodelaciones de viviendas. En 1980, se gradúa como arquitecto de la Universidad Central del Ecuador luego de nueve años de alternar sus estudios entre proyectos de construcción y trabajos temporales como profesor de matemáticas y entrenador de baloncesto en el Colegio Americano de Quito.

## Filosofía arquitectónica
Schwarzkopf, a través de sus obras, incrementa la densificación urbana de Quito construyendo edificios sobre predios que previamente albergaban viviendas para una sola familia. Para tal efecto, Schwarzkopf se alió con arquitectos como Christian Wiese, Bernardo Fort Brescia, Marcel Wanders, Philippe Starck y Bjarke Ingels para diseñar y construir edificios de altura en zonas estratégicas de la ciudad que resultan cercanas a parques y paradas del futuro Metro de Quito.

## Galería

Yoo, Quito.
Yoo Cumbayá, Quito.
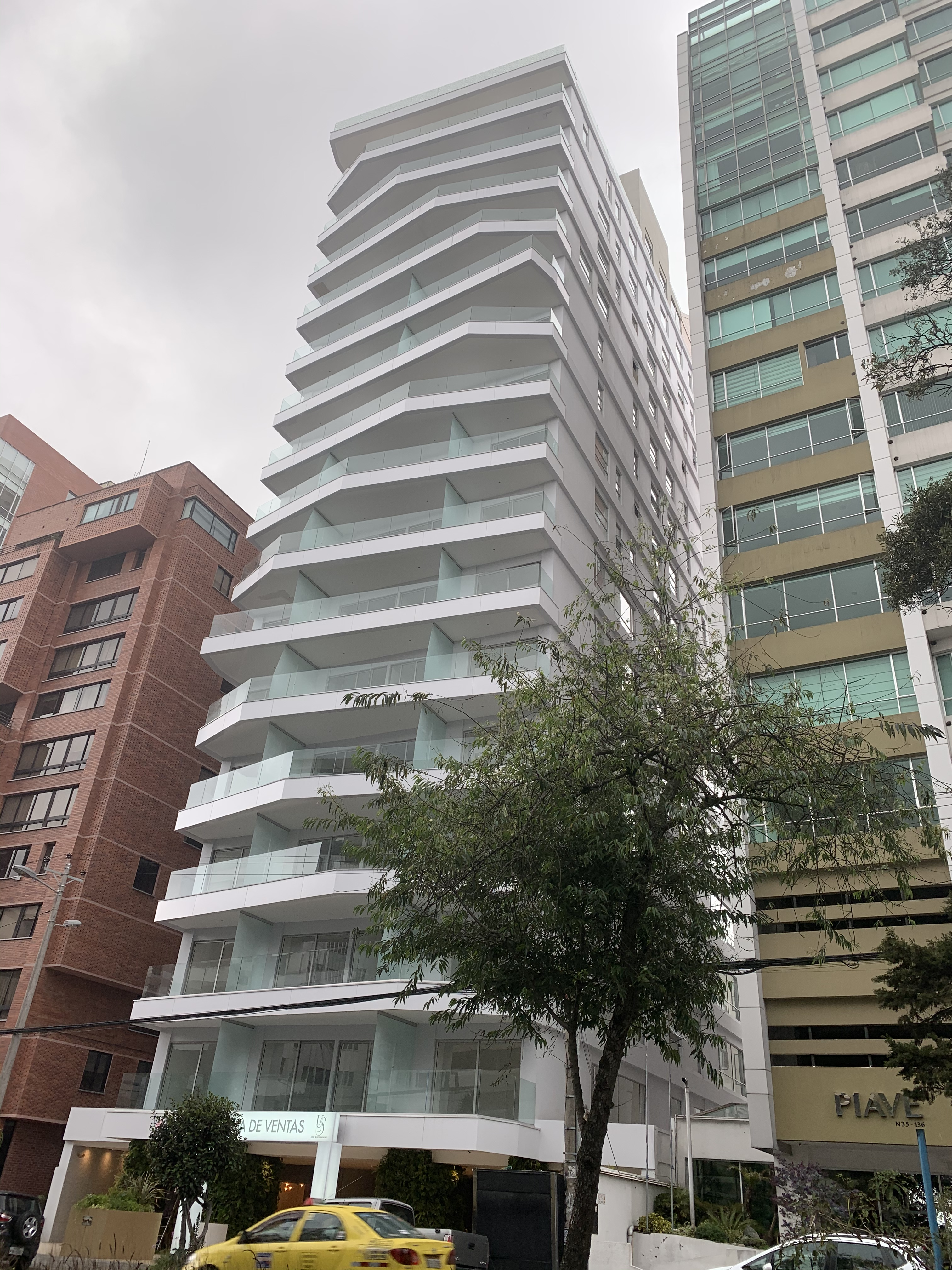
Oh!, Quito.
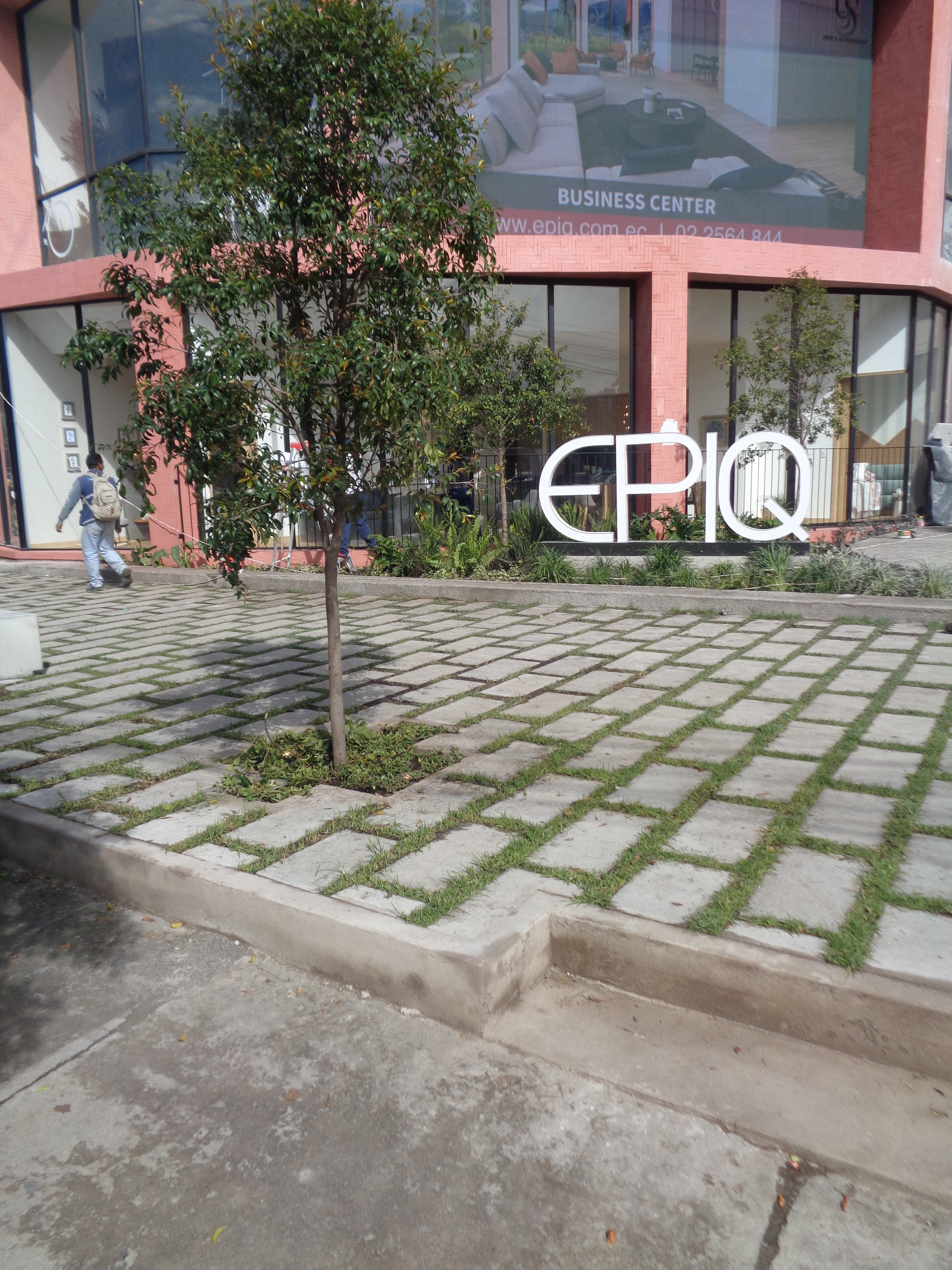
EPIQ, Quito.